# Hajós József (játékvezető)
Hajós József (Budapest, 1888–20. század) magyar nemzeti labdarúgó-játékvezető.

## Pályafutása
Játékvezetésből  Budapesten a Bíróvizsgáló Bizottság (BB) előtt vizsgázott. A Budapesti Labdarúgó Alszövetség (BLASz) által üzemeltetett labdarúgó bajnokságokban kezdte szolgálatát. A Magyar Labdarúgó-szövetség (MLSZ) BB javaslatával NB II-es, majd III. fokú minősítéssel, 1906-tól az NB I-es bíró. Küldési gyakorlat szerint rendszeres partbírói szolgálatot is végzett. 1908–1914 között a futballbíráskodás legjobb játékvezetői között tartják nyilván. A nemzeti játékvezetéstől 1928-ban visszavonult.  Vezetett kupadöntők száma: 1. NB I-es mérkőzéseinek száma: 50.
| Időpont             | Helyszín                    | Mérkőzés típusa            | Mérkőzés                     | Eredmény | Nézők száma |
| ------------------- | --------------------------- | -------------------------- | ---------------------------- | -------- | ----------- |
| 1906. szeptember 6. | Mező utcai pálya, Budapest  | első NB I-es mérkőzése     | 33 Football Club–Typographia | 1 – 1    | 900         |
| 1923. június 17.    | Üllői úti Stadion, Budapest | Magyar labdarúgókupa döntő | MTK–Újpesti TE               | 4 – 1    | 5000        |
| 1928. május 13.     | Határ úti pálya, Budapest   | utolsó NB I-es mérkőzése   | III. Kerületi TVE–Vasas      | 4 – 0    | 3000        |

Az Országos Tanácsülés szakmai munkájának elismerésekét aranyjelvényt (25 éves játékvezetés), ezüstoklevelet (15 éves játékvezetés) és ezüstjelvényt (15 éves játékvezetés) adományozott.

## Külső hivatkozások
- Hajós József. magyarfutball.hu. (Hozzáférés: 2020. február 23.)